# 沃爾德倫山

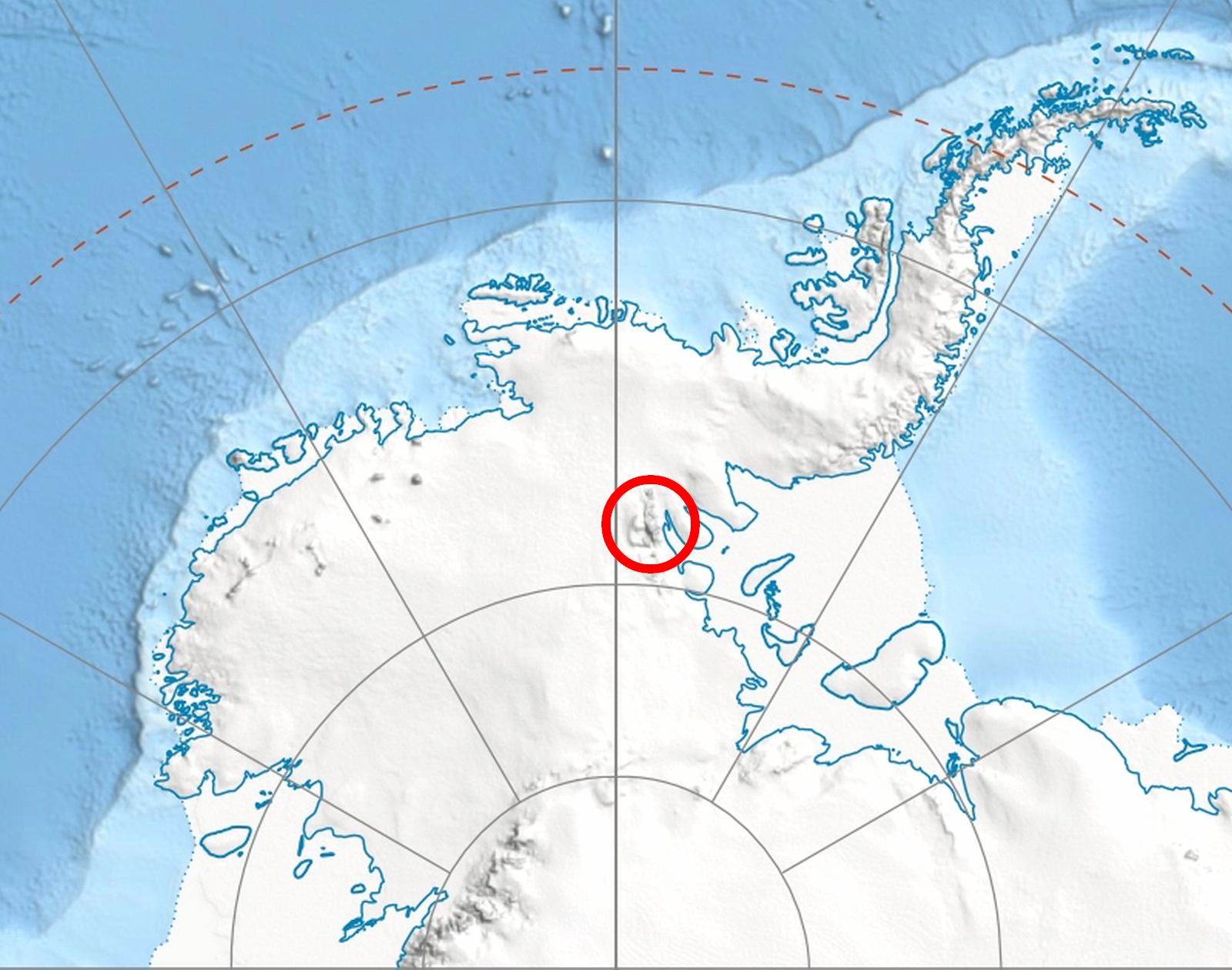

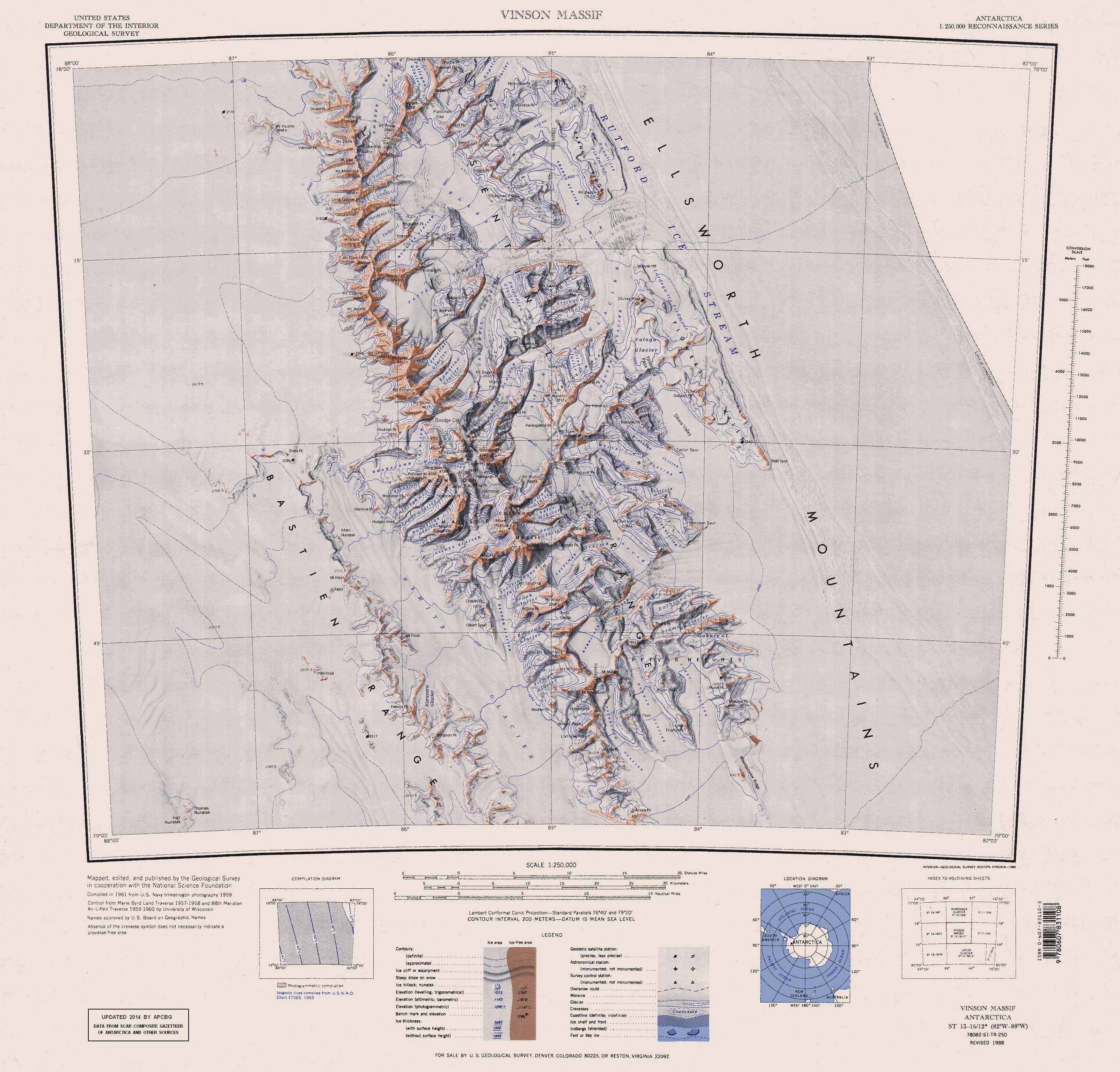

沃爾德倫山（英語：Mount Waldron）是南極洲的山峰，位於埃爾斯沃思地，處於埃爾斯沃思山脈中森蒂納爾嶺的一部分，海拔高度3,100米，是韋雷加瓦嶺的最高點，該山峰在1959年12月14至15日由美國海軍發現。
78°27′S 84°53′W / 78.450°S 84.883°W